# Киселёв, Олег Борисович
Олег Борисович Киселёв (25 марта 1967) — советский и российский футболист, защитник.

## Биография
Воспитанник орехово-зуевского футбола. В 1984 году начал выступать на взрослом уровне в составе местного «Знамени Труда» во второй лиге. В 1986—1987 годах выступал за дублирующий состав московского «Торпедо». В основном составе автозаводцев сыграл только один матч в Кубке Федерации 23 сентября 1986 года против «Кайрата». В ходе сезона 1987 года вернулся в Орехово-Зуево. Затем выступал в первенстве Белорусской ССР за «Обувщик» (Лида) и снова за «Знамя Труда».
После распада СССР вернулся в «Обувщик» и за два сезона сыграл 35 матчей в высшей лиге Белоруссии.
В середине 1990-х годов снова играл за «Орехово». Всего за команду из Орехово-Зуева за свою карьеру сыграл более 130 матчей. В конце карьеры выступал за любительские клубы.